# بخش آکوستامبو
منطقه اکوستامبو (به اسپانیایی: Acostambo District) یک سکونتگاه مسکونی در پرو است که در منطقه اوانکاولیکا واقع شده‌است.

## خصوصیات
منطقه اکوستامبو ۱۶۸٫۰۶ کیلومترمربع مساحت و ۵٬۰۷۲ نفر جمعیت دارد و ۳٬۶۰۰ متر بالاتر از سطح دریا واقع شده‌است.